# Mons Kallentoft
Mons Erik Ingemar Kallentoft, född Karlsson född 15 april 1968 i Vreta klosters socken, Östergötlands län, är en svensk journalist och författare.  
Mons Kallentoft är uppvuxen i Ljungsbro utanför Linköping. Han har fram till 2024 skrivit 15 böcker om kriminalinspektör Malin Fors, med handlingen förlagd till Linköping.
Mons Kallentoft har två barn, Karla (2003) och Nick (2005) Kallentoft.
Tillsammans med andra medförfattare har Kallentoft författat ett antal böcker i "Herkulesserien", med kriminalinspektör Zack Herry som huvudperson. De har kommit ut årligen från och med 2014.

### Skönlitteratur
- 2000 – Pesetas (thriller)
- 2002 – Marbella Club
- 2005 – Fräsch, frisk och spontan

Herkulesserien
- 2014 – Zack (medförfattare Markus Lutteman)
- 2015 – Leon (medförfattare Markus Lutteman[6])
- 2016 – Bambi (medförfattare Markus Lutteman)
- 2017 – Heroine (medförfattare Markus Lutteman)
- 2018 – Falco (medförfattare Anna Karolina)
- 2019 - Albino (medförfattare Anna Karolina)
- 2021 - Olympia
- 2022 - Grissly
- 2023 - Amason

Serien om Malin Fors
- 2007 – Midvinterblod
- 2008 – Sommardöden
- 2009 – Höstoffer
- 2010 – Vårlik
- 2011 – Den femte årstiden
- 2012 – Vattenänglar
- 2013 – Vindsjälar
- 2014 – Jordstorm
- 2015 – Eldjägarna
- 2016 – Djävulsdoften
- 2017 – Bödelskyssen
- 2019 – Himmelskriket
- 2021 – Satanskäftarna
- 2021 – Blickfångarna
- 2024 – Isgudarna

Serien om Palma
- 2019 – Se mig falla[7]
- 2020 – Hör mig viska[8]

### Övrigt
- 2004 – Food noir: mat, mord och myter
- 2013 – Food junkie: livet, maten, döden[9]

## Priser och utmärkelser
- 2001 – Katapultpriset för Pesetas[10]
- 2005 – Gourmand World Cookbook Award
- 2008 – Hagdahlspriset
- 2009 – Premio Espana
- 2010 – Pocketpriset, platina för Sommardöden och Höstoffer